# 분게이슌주 (잡지)
분게이슌주(일본어: 文藝春秋 ぶんげいしゅんじゅう[*])는 일본의 분게이슌주에서 발간하는 오래된 월간 잡지이다. 1923년 1월에 창간하였다.

## 같이 보기
- 분게이슌주